# Liz Mields-Kratochwil
Liz Mields-Kratochwil, geb. Christa-Elisabeth Kratowil (* 11. Dezember 1949 in Pleismar) ist eine deutsche Bildhauerin.

## Leben und Werk
Nach Ausbildungen zur Buchhändlerin und zur Keramikerin bei Walter Gebauer studierte Liz Mields-Kratochwil von 1974 bis 1979 Bildhauerei an der Kunsthochschule Berlin-Weißensee. Dort lernte sie bei Karl-Heinz Schamal, Werner Stötzer und Siegfried Krepp. Von 1986 bis 1989 war sie Meisterschülerin der Akademie der Künste zu Berlin unter Wieland Förster. 
Seit 1967 hat Mields-Kratochwil verschiedene Lehraufträge in der Erwachsenenbildung, im Haus der Jungen Talente, an Volkshochschulen, in der Aus- und Weiterbildung von Mediengestaltern sowie Hospiz- und Altenpflegepersonal. Sie gibt Kreativ und Kunstkurse für Interessenten jeden Alters. Seit 1994 arrangiert sie Kunstprojekte von Inhaftierten in Berliner Gefängnissen.
In vielen Variationen und Größen fertigt Liz Mields-Kratochwil überwiegend Skulpturen aus Stahl und handelsüblichem Drahtgeflecht. Sie setzt sich in ihrem umfangreichen Werk mit den Gegensätzen der geometrischen Grundformen und dem Organischen der Natur auseinander. Immer wieder untersucht sie die Möglichkeiten als zueinander paritätisch stehende Formen.
2019 wurde der Bildhauerin in der Kategorie Plastik der 16. Brandenburgische Kunstpreis verliehen.
Liz Mields-Kratochwil lebt und arbeitet in Berlin-Blankenfelde.

## Stipendien und Förderungen
- 2019: 16. Brandenburgischer Kunstpreis, Kategorie Plastik[3]
- 2004: Künstlerförderung Berlin
- 2003: Stipendium Künstlerhaus Schloss Wiepersdorf
- 2003: Künstlerförderung Berlin
- 2001: Künstlerförderung Berlin
- 1998: Förderung des Künstlerbuches „Grenzfriedhof“ der Mariannenpresse, Berlin
- 1990: Förderung des Projekts „Körperkonstellationen“ durch die Senatsverwaltung von Berlin
- 1997: Symposium im Sandsteinbruch Reinhardtsdorf Sächsische Schweiz
- 1986–89: Stipendium der Akademie der Künste, Meisterschülerin bei Wieland Förster
- 1982–86: Förderung durch Theo Balden
- 1980–83: Förderstipendium des VBK

## Museen und öffentliche Sammlungen mit Werken von Liz Mields-Kratochwil
- Akademie der Künste zu Berlin
- Deutsche Bank
- Kantonale Kunstsammlung St.Gallen
- Brandenburgisches Landesmuseum für moderne Kunst (vormals Museum Junge Kunst)

## Ausstellungen (Auswahl)
- 2021: StahlSkulptur, Mühlengalerie, Mühlenbeck[4]
- 2020: Liz Mields-Kratochwil und Gäste – Was mir wertvoll ist, Galerie Amalienpark – Raum für Kunst, Berlin[1]
- 2019: F. – Jahrhundertwanderungen, Schloss Neuhardenberg[5]
- 2014: Sehen und Bewegen, Galerie KUNSTFLÜGEL[6] GEDOK, Rangsdorf
- 2014: Künstler im Selbstbildnis, Ostsächsische Kunsthalle, Pulsnitz
- 2013: Begegnungen, Rathaus Reinickendorf, Berlin[7]
- 2012: Im Zeichen der Dinge, GEDOK Brandenburg, Altranft
- 2011: Das Meer,  Galerie Forum Amalienpark, Berlin
- 2010: 5 Wege, Fraunhofer-Institut  für Biomedizinische Technik, Potsdam
- 2010: Drahtskulpturen und in den Raum wachsende Bilder,  Kunsthall Arvika, Schweden
- 2009: Hommage an Bettine,  Galerie Forum Amalienpark, Berlin
- 2008: U.A.L.  Klang & Rauminstallation mit Alice Bahra u. Ute Safrin, Galerie Forum Amalienpark, Berlin
- 2007: Schwere Leichtigkeit II,  Galerie Dezember, Berlin
- 2006: HinUndHer,  Rauminstallation mit Alice Bahra u. Ute Safrin, Galerie Forum Amalienpark, Berlin
- 2005: In Zeit und Vergänglichkeit,  Installation und Texte, Skulpturenpark Katzow
- 2004: Sie – die Muschel wie ein Speer,  Galerie Kunstflügel, Rangsdorf
- 2003: Handzeichnungen und Bilder,  Galerie Nordfjordeid, Norwegen
- 2003: Drahtskulpturen und Zeichnungen,  Otto-Galerie, München
- 2002: in vivo in vitro,  Baumskulpturen – Altes Zeughaus Herisau, Schweiz
- 2001: AEROTEKTURA,  Installationen im Wasserspeicher Prenzlauer Berg, Berlin
- 2001: Drahtskulpturen,  LOFT 36, Berlin
- 2000: Licht und Finsternis zum Auge,  mit Rune Mields, Galerie Pankow, Berlin
- 1999: Zwischen den Welten,  mit Felix Mields, Galerie Sztuki, Kołobrzeg, Polen
- 1998: Bilder und Skulpturen,  mit Ellen Fuhr, Galerie LAWRA, Kiew, Ukraine
- 1993: Schlossparkskulpturen,  Schlosspark, Berlin
- 1991: Berlin 1989–1990,  Kantonsregierung, St. Gallen, Schweiz
- 1990: Bildhauer und Maler,  Galerie unter den Linden, Berlin
- 1987: X. Kunstausstellung der DDR,  Albertinum, Dresden
- 1986: Musik in der Bildenden Kunst,  Paris, Frankreich
- 1984: Junge Kunst,  Altes Museum, Berlin

## Werke im öffentlichen Raum
- „Der Namenlose“,[8][9] Bronzeskulptur vor der St. Katharinenkirche, Schwedt
- „Zeiten des Lebens“, Keramikrelief im Standesamt der Stadt Schwedt
- „Geschwisterpaar“, Bronzeskulptur im öffentlichen Stadtraum, Frankfurt (Oder)
- „Trinkbrunnen der Fabeltiere“, Bronzeskulptur im öffentlichen Stadtraum, Frankfurt (Oder)
- „Flötenspielerin“, Kunststeinguß im öffentlichen Stadtraum, Eberswalde
- „Johann Gottfried Schadow“, Stele im öffentlichen Stadtraum, Berlin-Französisch Buchholz

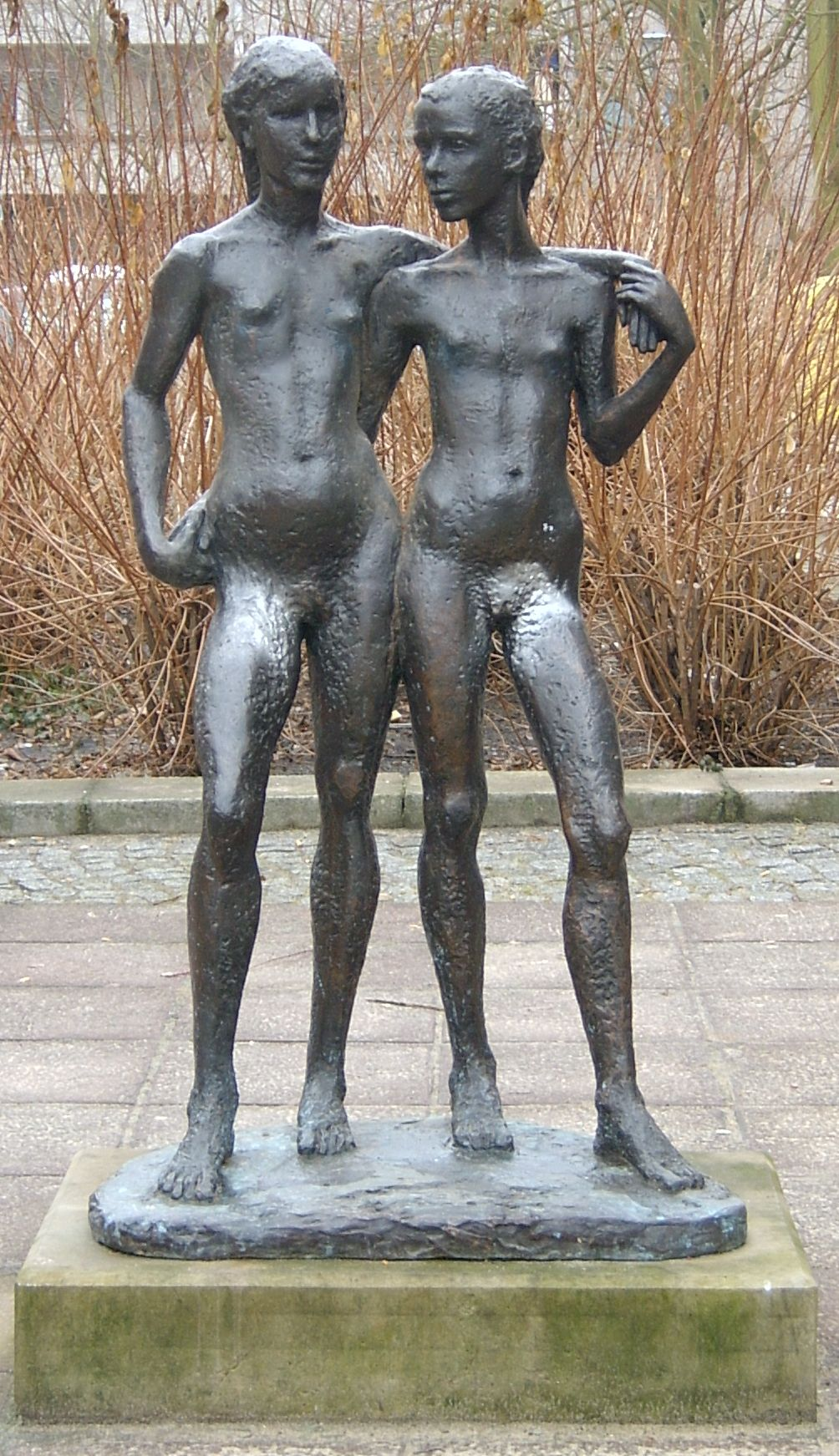
Bronzeskulptur Geschwisterpaar in Frankfurt (Oder)
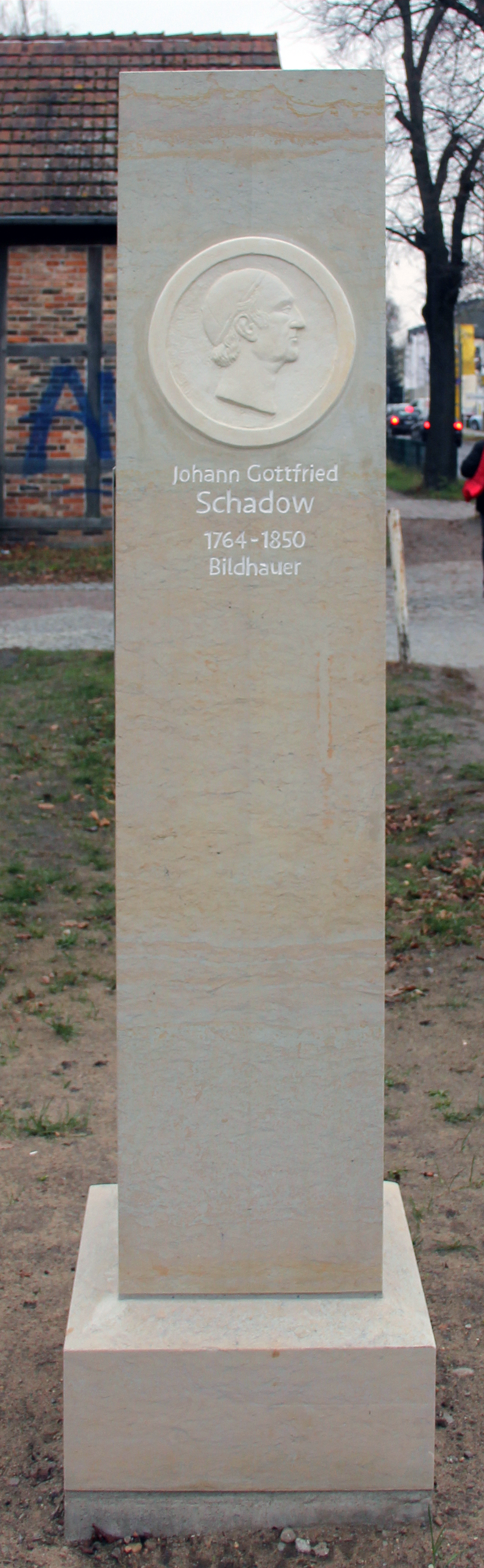
Stele, Johann Gottfried Schadow, Berlin-Französisch Buchholz